# Anna van der Breggenová
Anna van der Breggenová (* 18. dubna 1990 Zwolle) je nizozemská cyklistka. Jezdí za profesionální stáj SD Worx.
Na olympijských hrách 2016 v Rio de Janeiru získala zlatou medaili v ženském silničním závodě a bronzovou medaili v časovce. Na mistrovství světa v silniční cyklistice 2018 zvítězila v silničním závodě žen. Na mistrovství světa v silniční cyklistice 2020 vyhrála časovku i silniční závod a stala se první ženou po Jeannie Longové, která to dokázala.
Byla třetí na Evropských hrách 2015. Na mistrovství Evropy v silniční cyklistice vyhrála v roce 2016 silniční závod a v roce 2020 časovku. Vyhrála šestkrát v řadě La Flèche Wallonne (2015–2020), třikrát vyhrála Giro Rosa (2015, 2017 a 2020), Grand Prix Elsy Jacobs 2014 a 2015, Tour of California 2017 a 2019, Liège – Bastogne – Liège 2017 a 2018, Omloop Het Nieuwsblad 2015 a 2021, Tour of Flanders 2018, Amstel Gold Race 2017, Strade Bianche Donne 2018.
V květnu 2020 oznámila svůj úmysl ukončit po sezóně 2021 kariéru závodnice a stát se trenérkou.
Van der Breggenová je diplomovaná zdravotní sestra. Je členkou Nizozemské reformované církve a kandidovala v komunálních volbách za Křesťanskou unii.